# 2012 en Europe
Chronologie de l’Europe
- 2008
- 2009
- 2010
- 2011
- 2012
- 2013
- 2014
- 2015
- 2016

## Événements

### Janvier
- 1er janvier :
  - Début de la septième présidence danoise du Conseil de l'Union européenne.
  - Guimarães et Maribor deviennent capitales européennes de la culture.
  - la Loi fondamentale de la Hongrie entre en vigueur.
- 13 janvier : naufrage du Costa Concordia au large de l'Île du Giglio.
- 22 janvier : référendum croate sur l'adhésion à l'Union européenne.

### Février
- 5 février : second tour de l'élection présidentielle en Finlande, Sauli Niinistö est élu.

### Mars
- 4 mars : élection présidentielle en Russie : Vladimir Poutine est élu.
- 10 mars : élections législatives en Slovaquie.
- 18 mars : élection présidentielle en Allemagne, Joachim Gauck est élu.

### Avril
- 2 avril : démission de Pál Schmitt, président de la république de Hongrie.

### Mai
- 6 mai :
  - Élections législatives et premier tour de l’élection présidentielle en Serbie ;
  - Élections législatives en Grèce.
- 7 mai : Vladimir Poutine prend ses fonctions de président de la Fédération russe.
- 20 mai : second tour de l’élection présidentielle en Serbie, Tomislav Nikolić est élu.
- 20 et 29 mai : séismes en Émilie-Romagne (Italie).
- 31 mai : référendum constitutionnel en Irlande.

### Juin
- 8 juin au 1er juillet en Pologne et en Ukraine : championnat d'Europe de football 2012.
- 11 juin : Bujar Nishani est élu président de la république d'Albanie.
- 17 juin : élections législatives en Grèce.
- 30 juin : élection présidentielle en Islande, Ólafur Ragnar Grímsson est réélu.

### Juillet
- 1er juillet :
  - Début de la première présidence chypriote du Conseil de l'Union européenne ;
  - Référendum constitutionnel au Liechtenstein.
- 27 juillet au 12 août à Londres : Jeux olympiques d'été.
- 29 juillet : référendum sur la destitution du président de Roumanie (invalidé).

### Septembre
- 12 septembre : élections législatives aux Pays-Bas.
- 23 septembre : élections législatives en Biélorussie.

### Octobre
- 12 octobre : Le comité Nobel annonce que le prix Nobel de la paix 2012 est décerné à l'Union européenne.
- 14 octobre : élections législatives au Monténégro.
- 14 et 28 octobre : référendum et élections législatives en Lituanie.
- 20 octobre : référendum constitutionnel en Islande.
- 28 octobre : élections législatives en Ukraine.

### Novembre
- 11 et 25 novembre : élection présidentielle en Slovénie, Borut Pahor est élu.

### Décembre
- 9 décembre : élections législatives en Roumanie.